# Liste der Naturdenkmale in Altenkirchen (Pfalz)
Die Liste der Naturdenkmale in Altenkirchen nennt die im Gemeindegebiet von Altenkirchen ausgewiesenen Naturdenkmale (Stand 27. April 2024).

## Naturdenkmale
| Nr.         | Bezeichnung           | Lage                                                  | Beschreibung | Bild                          |
| ----------- | --------------------- | ----------------------------------------------------- | ------------ | ----------------------------- |
| ND-7336-383 | Eiche am Römerbrunnen | östlich des Ortes; Flur Zwischen den Höbelgärten Lage | Quercus sp.  | mehr Fotos \| Fotos hochladen |